# Tupolew Tu-80/85
Die Tupolew Tu-80 und Tu-85 (russisch Туполев Ту-80, NATO-Codename der Tu-85: „Barge“) des sowjetischen Konstruktionsbüros Tupolew waren als viermotorige strategische Langstreckenbomber Weiterentwicklungen der Tupolew Tu-4 mit stärkeren Kolbentriebwerken und verändertem Vorderrumpf. Weder die Tu-80 (Erstflug 1949) noch die Tu-85, von der zwei Prototypen (Erstflüge am 9. Januar bzw. 12. September 1951) gebaut wurden, gingen in die Serienproduktion.

## Technische Daten
| Kenngröße             | Daten (Tu-80)                                   | Daten (Tu-85)                                                               |
| --------------------- | ----------------------------------------------- | --------------------------------------------------------------------------- |
| Besatzung             | 10                                              | 11–12                                                                       |
| Länge                 | 43,32 m                                         | 39,306 m                                                                    |
| Spannweite            | 43,45 m                                         | 55,96 m                                                                     |
| Höhe                  |                                                 | 11,358 m                                                                    |
| Flügelfläche          | 167,00 m²                                       | 273,6 m²                                                                    |
| Flügelstreckung       | 11,3                                            | 11,4                                                                        |
| Antrieb               | 4 Schwezow ASch-73FN mit je 2.400 PS (1.765 kW) | 4 Dobrynin WD-4TK mit je 4.500 PS (3.310 kW)                                |
| Leermasse             | 37.850 kg                                       |                                                                             |
| Startmasse            | 60.600 kg                                       | normal 76.000 kg                                                            |
| Zuladung              |                                                 | 5.000–18.000 kg                                                             |
| praktische Gipfelhöhe |                                                 | 11.700 m                                                                    |
| Höchstgeschwindigkeit | 545 km/h in 10.000 m Höhe                       | 639 km/h in 10.000 m Höhe                                                   |
| Reichweite            | 7.000 km (geschätzt)                            | 12.018 km mit 107.225 kg Startmasse                                         |
| Bewaffnung            | keine Rohrbewaffnung 12.000 kg Abwurfmunition   | zehn 23-mm-Kanonen im Heck, auf und unter dem Rumpf bis zu 20.000 kg Bomben |